# Nice Girls Don’t Stay for Breakfast
Nice Girls Don’t Stay for Breakfast — студийный альбом американской певицы Джули Лондон, выпущенный в 1967 году на лейбле Liberty Records. Продюсером альбома выступил Кельвин Картер, аранжировщиком — Дон Бэгли. На альбоме представлены в основном поп-стандарты тех времён.

## Отзывы критиков
Рецензент AllMusic Брюс Эдер отметил, что голос у певицы приятный, но звучит заурядно, а общий звук довольно скучный.

## Список композиций
| №  | Название                              | Автор(ы)                              | Длительность |
| -- | ------------------------------------- | ------------------------------------- | ------------ |
| 1. | «Nice Girls Don’t Stay for Breakfast» | Джером Лешей, Бобби Труп              | 2:25         |
| 2. | «When I Grow Too Old to Dream»        | Зигмунд Ромберг, Оскар Хаммерстайн II | 2:52         |
| 3. | «I’ve Got a Crush on You»             | Джордж Гершвин, Айра Гершвин          | 2:13         |
| 4. | «Everything I Have Is Yours»          | Бертон Лэйн, Гарольд Адамсон          | 3:05         |
| 5. | «You Made Me Love You»                | Джеймс Монако, Джозеф Маккарти        | 2:18         |
| 6. | «Baby Won’t You Please Come Home»     | Чарльз Уорфилд, Кларенс Уильямс       | 2:11         |

| №                   | Название                          | Автор(ы)                       | Длительность |
| ------------------- | --------------------------------- | ------------------------------ | ------------ |
| 1.                  | «I Didn’t Know What Time It Was»  | Ричард Роджерс, Лоренц Харт    | 2:50         |
| 2.                  | «Give a Little Whistle»           | Ли Харлайн, Нед Вашингтон      | 3:06         |
| 3.                  | «I Surrender, Dear»               | Гарри Беррис, Гордон Клиффорд  | 3:40         |
| 4.                  | «You Go to My Head»               | Дж. Фред Кутс, Хейвен Гиллеспи | 3:07         |
| 5.                  | «There Will Never Be Another You» | Гарри Уоррен, Мак Гордон       | 3:16         |
| 6.                  | «Mickey Mouse March»              | Джимми Додд                    | 2:08         |
| Общая длительность: | Общая длительность:               | Общая длительность:            | 33:21        |

## Участники записи
- Джули Лондон — вокал
- Боб Купер[англ.] — тенор-саксофон
- Джек Шелдон[англ.] — труба
- Джон Грей — гитара
- Дон Бэгли[англ.] — контрабас, аранжировщик